# Динику, Димитрие
Димитрие Динику (рум. Dimitrie Dinicu; 13 июня 1868 года, Бухарест — 11 апреля 1936 года, там же) — румынский виолончелист и дирижёр. Дядя Григораша Динику.
Начинал учиться игре на скрипке, затем перешёл на виолончель. Окончил Бухарестскую консерваторию, ученик Константина Димитреску. Затем совершенствовался в Венской консерватории у Фердинанда Хельмесбергера, в 1889 г. был удостоен Венским Обществом друзей музыки премии имени Бетховена.
В 1907—1920 гг. главный дирижёр Бухарестского филармонического оркестра. Осуществил ряд премьер — в частности, симфонической поэмы Альфреда Алессандреску «Актеон» (1915). В последний год работы в оркестре, чувствуя себя серьёзно больным, пригласил в качестве ассистента ранее известного больше как скрипача Джордже Джорджеску, который вскоре надолго сменил его на посту главного дирижёра оркестра. Профессор Бухарестской консерватории (среди его учеников, в частности, Раду Алдулеску).
Участвовал как ансамблист в концертах при дворе королевы Елизаветы, выступая в том числе в составе фортепианного трио с участием Джордже Энеску (скрипка).